# Deutsche Einband-Meisterschaft 1963/64

Veranstaltungsort: Essen

Die Deutsche Einband-Meisterschaft 1963/64 ist eine Billard-Turnierserie und fand vom 5. bis zum 8. Dezember 1963 in Essen zum zwölften Mal statt.

## Geschichte
Nach vielen guten Platzierungen in den letzten Jahren ist es Ernst Rudolph gelungen seinen ersten deutschen Titel im Einband zu feiern. Mit zwei Turnierbestleistungen wurde der Münsteraner Joachim Eiter wieder Zweiter. Platz drei sicherte sich der Titelverteidiger Norbert Witte.

## Modus
Gespielt wurde im Round Robin-Modus bis 200 Punkte.
Die Endplatzierung ergab sich aus folgenden Kriterien:
1. Matchpunkte
2. Generaldurchschnitt (GD)
3. Bester Einzeldurchschnitt (BED)
4. Höchstserie (HS)

## Teilnehmer (alphabetisch)
1. Norbert Witte (Essen), Titelverteidiger
2. Josef Bolz (Köln)
3. Joachim Eiter (Münster)
4. Eberhard Eiter (Münster)
5. Ewald Kajan (Duisburg)
6. Ernst Rudolph (Köln)
7. Siegfried Spielmann (Düsseldorf)
8. August Tiedtke (Saarbrücken)

## Abschlusstabelle
| MP    | Match Points (Sieger = 2; Unentschieden = 1; Verlierer = 0) |
| Pkte. | Erzielte Karambolagen                                       |
| Aufn. | Benötigte Versuche                                          |
| GD    | Generaldurchschnitt                                         |
| BED   | Bester Einzeldurchschnitt eines Spielers                    |
| HS    | Höchstserie                                                 |
|       | Bester GD des Turniers                                      |
|       | Bester ED des Turniers                                      |
|       | Beste HS des Turniers                                       |
|       | 1. Platz (Gold)                                             |
|       | 2. Platz (Silber)                                           |
|       | 3. Platz (Bronze)                                           |

| Endklassement             | Endklassement       | Endklassement | Endklassement | Endklassement | Endklassement | Endklassement | Endklassement | Endklassement | Endklassement |
| Platz                     | Name                | MP            | Pkte.         | Aufn.         | GD            | BED           | HS            |               |               |
| ------------------------- | ------------------- | ------------- | ------------- | ------------- | ------------- | ------------- | ------------- | ------------- | ------------- |
| 1                         | Ernst Rudolph       | 12:2          | 1390          | 294           | 4,72          | 6,25          | 41            |               |               |
| 2                         | Joachim Eiter       | 10:4          | 1322          | 262           | 5,04          | 7,14          | 31            |               |               |
| 3                         | Norbert Witte       | 10:4          | 1345          | 294           | 4,57          | 6,25          | 46            |               |               |
| 4                         | Siegfried Spielmann | 10:4          | 1232          | 299           | 4,12          | 6,89          | 28            |               |               |
| 5                         | August Tiedtke      | 8:6           | 1312          | 284           | 4,61          | 6,45          | 46            |               |               |
| 6                         | Josef Bolz          | 4:10          | 1088          | 324           | 3,35          | 3,92          | 23            |               |               |
| 7                         | Eberhard Eiter      | 2:12          | 742           | 292           | 2,54          | 2,89          | 18            |               |               |
| 8                         | Ewald Kajan         | 0:14          | 865           | 319           | 2,71          | –             | 20            |               |               |
| Turnierdurchschnitt: 3,92 |                     |               |               |               |               |               |               |               |               |